# Endo-agar

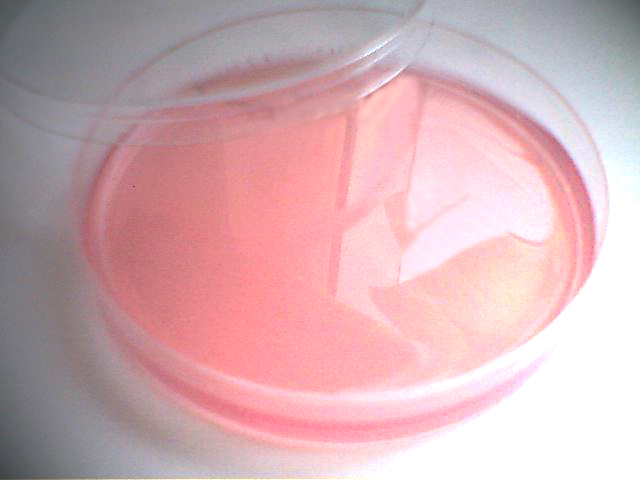
Endo-agar

Endo-agar is een microbiologische voedingsbodem met een lichtroze kleur. Het werd oorspronkelijk ontwikkeld voor het isoleren van Salmonella typhi, maar wordt nu vooral gebruikt als een coliform medium (met andere woorden een medium voor het cultiveren van coliforme bacteriën, zoals Enterobacter en Escherichia). De meeste gram-negatieve bacteriën gedijen goed in endo-agar, terwijl de groei van gram-positieve bacteriën afgeremd wordt. Coliforme bacteriën fermenteren de lactose in het medium, waardoor hun kolonies en omgeving rood kleuren. Bacteriën die geen lactose fermenteren vormen heldere, kleurloze kolonies die duidelijk te onderscheiden zijn van de lichtroze achtergrond van het medium.
Endo-agar bevat gewoonlijk:
10,0 g/L peptoon
2,5 g/L dikaliumwaterstoffosfaat (K2HPO4)
10,0 g/L lactose
3,3 g/L anhydrisch natriumsulfiet (Na2SO3)
0,3 g/L fuchsine
12,5 g/L agar